# هاله (بازیگر)
هاله با نام حقیقی سیمین دیوسالار (زادهٔ ۱۳۲۲ در تهران) بازیگر سینمای ایران است. (در بعضی منابع نام حقیقی او سیمین وزیری ذکر شده)

## فعالیت هنری
هاله فعالیت خود در سینما را با فیلم دلهره ساموئل خاچیکیان آغاز کرد. وی تا اوایل دهه ۵۰ خورشیدی در بیش از ۱۱ فیلم سینمایی به‌عنوان بازیگر ظاهر شد ولی پس از آن به دلیل ازدواج و به دنبال آن مسافرت به اروپا و آمریکا از سینما کناره‌گیری کرد. همزمان با پایان کار وی در سینما، هاله نظری که پیش از آن فقط در فیلم‌های تبلیغاتی حضور داشت وارد سینما شد و تشابه اسمی این دو هنرمند باعث ایجاد جنجال و سردرگمی برای دست‌اندرکاران سینما و همچنین مخاطبان سینمای فارسی شد.
آخرین حضور وی در سینمای ایران در فیلم «علی بلبل» ساخته سیروس قهرمانی در سال ۱۳۵۱ بود که هیچ‌وقت اکران نشد.

## فیلم شناسی
- علی بلبل (۱۳۵۱) - نمایش داده نشد[۶]
- جوانی هم عالمی دارد (۱۳۴۹)[۷]
- ساقی (۱۳۴۹)[۷]
- ستاره سهیل (۱۳۴۹) [۲]- نمایش داده نشد
- جدایی (۱۳۴۸)
- دنیای پر امید (۱۳۴۸)[۸]
- شکوه قهرمان (۱۳۴۸)[۸]
- قلب‌های طلایی (۱۳۴۸)
- بر آسمان نوشته (۱۳۴۷)[۸]
- دنیای پوشالی (۱۳۴۷)
- شیطان در می‌زند (۱۳۴۳)
- قربانی هوس (۱۳۴۲)[۷]
- دلهره (۱۳۴۱)[۷]